# 余光文
余光文（1902年—1985年），男，湖南平江人，中华人民共和国军事人物，中国人民解放军少将，第五届全国政协委员。1939年担任晋察冀边区除奸部长期间，与政治部副主任舒同参与调查熊大缜案，导致大批知识分子受到迫害，熊大缜被杀。